# Calophyllum caudatum
Espèce
Classification phylogénétique
Statut de conservation UICN

 VU  : Vulnérable
Calophyllum caudatum est une espèce de plantes à fleurs du genre Calophyllum, de la famille des Guttiferae dans la classification de Cronquist ou de la famille des Calophyllaceae dans la classification phylogénétique.